# بلدة ريتش (كانساس)
بلدة ريتش هي بلدة في مقاطعة أندرسون، كانساس، الولايات المتحدة الأمريكية. اعتبارًا من تعداد 2010، كان عدد سكانها 288 نسمة.

## روابط خارجية
- مدينة سيتي.كوم